# Šanov (kraj południowomorawski)
Šanov – gmina w Czechach, w powiecie Znojmo, w kraju południowomorawskim. Według danych z dnia 1 stycznia 2014 liczyła 1 472 mieszkańców.